# Plaza Jean Rey
La plaza Jean Rey (en francés: Place Jean Rey; en neerlandés: Jean Reyplein) es una plaza en el barrio europeo de la ciudad de Bruselas, capital de Bélgica, inaugurada en 2001.
La plaza está pavimentada con piedra natural, rodeada de cajas de vegetales y bancos que están en frente de 24 chorros de agua en el centro. Existe una línea de árboles en la zona oeste (no abierta al tráfico) en consonancia con el eje a partir de la entrada del parque Leopold a lo largo de la calle hacia el sur. Lleva el nombre de un antiguo Presidente de la comisión europea, Jean Rey.